# Vườn quốc gia Los Arrayanes
Vườn quốc gia Los Arrayanes (tiếng Tây Ban Nha: Parque Nacional Los Arrayanes) là một vườn quốc gia nằm ở tỉnh Neuquén, Argentina. Nó có diện tích 17,53 km vuông, bao gồm bán đảo Quetrihué trên bờ hồ Nahuel Huapi, cách làng Villa La Angostura khoảng 3 km.
Được thành lập vào năm 1971, sau khi được tách ra khỏi Vườn quốc gia Nahuel Huapi, Los Arrayanes bảo vệ một rừng cây Arrayán (Luma apiculata) quý hiếm thuộc vùng sinh thái rừng Patagonia Andes của Argentina. Chúng có thể dễ dàng được thấy ở hai bên đường từ đầu cho tới phía cuối của bán đảo. Trong đó bao gồm một khu vực rừng Arrayán cổ có tuổi thọ 300 năm có diện tích 0,2 km² ở cuối phía Nam, trong đó có những cây đạt tới 600 năm. Du khách có thể đến khu vực này trên một co thuyền từ nhiều nơi của hồ Nahuel Huapi, hoặc di chuyển trên một quãng đường dài 12 km từ đầu của vườn quốc gia tại tại cảng Villa La Angostura. Có một con đường bằng gỗ vừa để bảo vệ nền đất của những cây Arrayán, vừa tạo cho du khách dễ dàng thưởng ngoạn quang cảnh của khu rừng.
Năm 2007, vườn quốc gia đã trở thành một phần của Khu dự trữ sinh quyển Bắc Patagonia Andes.

## Hệ sinh thái
Vườn quốc gia này là một phần của  vùng sinh thái rừng Patagonia Andes, nơi có các loài thực vật bán rụng lá chiếm ưu thế xen kẽ với các đầm lầy than bùn xa hơn về phía nam.
Khí hậu tại đây nóng, hơi chịu ảnh hưởng lạnh và ẩm ướt của hồ, với những cơn gió mạnh từ phía tây; trong thung lũng nơi nó chịu tác động của hiện tượng băng hà, cao dần về phía tây, tại dãy Andes. Mùa đông hơi ẩm ướt, với lượng mưa giảm dần theo độ cao, từ sườn núi xuống bán đảo là khoảng 2000 mm mỗi năm.
Về động vật, vườn quốc gia có quần thể nhỏ các loài vài các loài động vật hoang dã quý hiếm bao gồm Pudu, Nai Nam Andes, Lạc đà thảo nguyên lớn, Lửng cáo Nam Mỹ, Mèo Kodkod và Thú có túi Moñitos de Monte. Về loài chim, vườn quốc gia có sự hiện diện của Kền kền, đại bàng, diều hâu và chim gõ kiến.

## Hinh ảnh

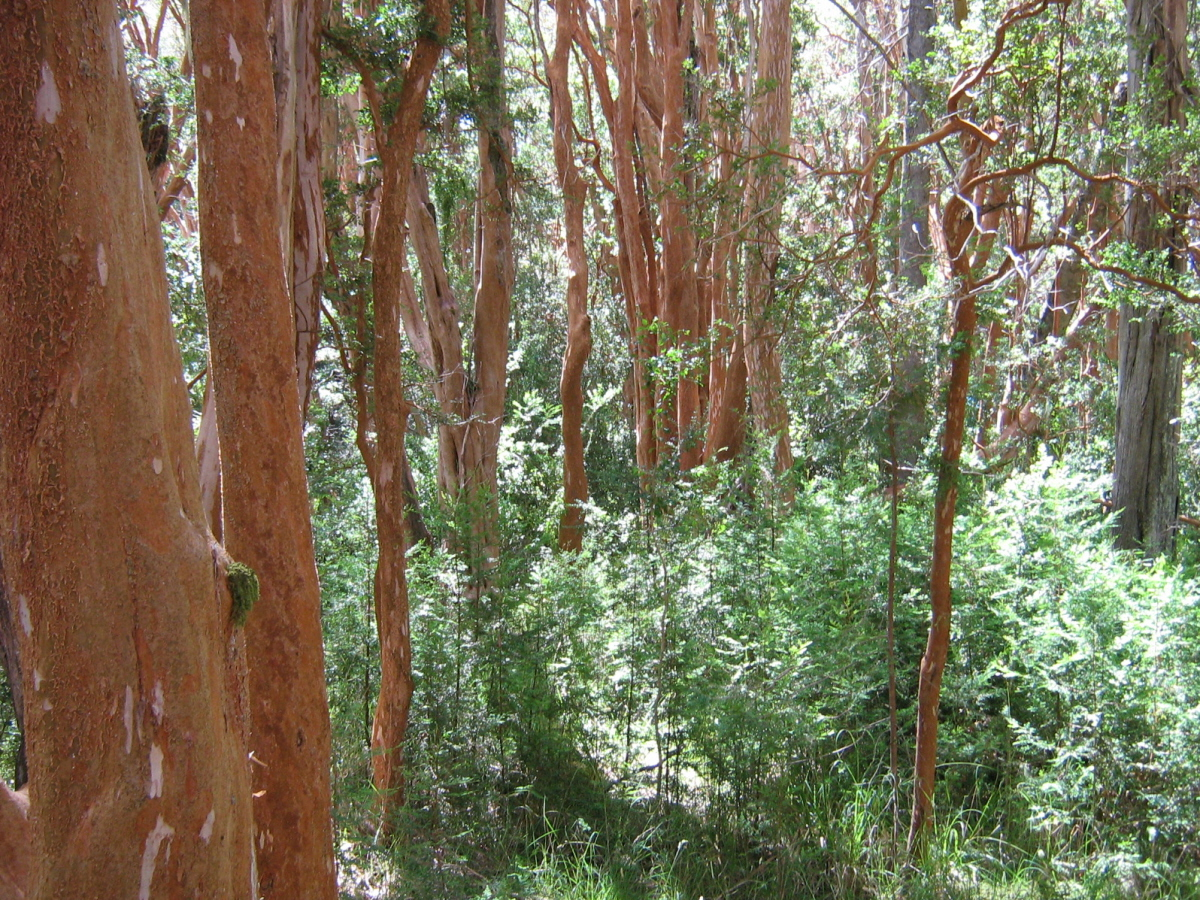
Rừng Arrayán, tại Vườn quốc gia Los Arrayanes
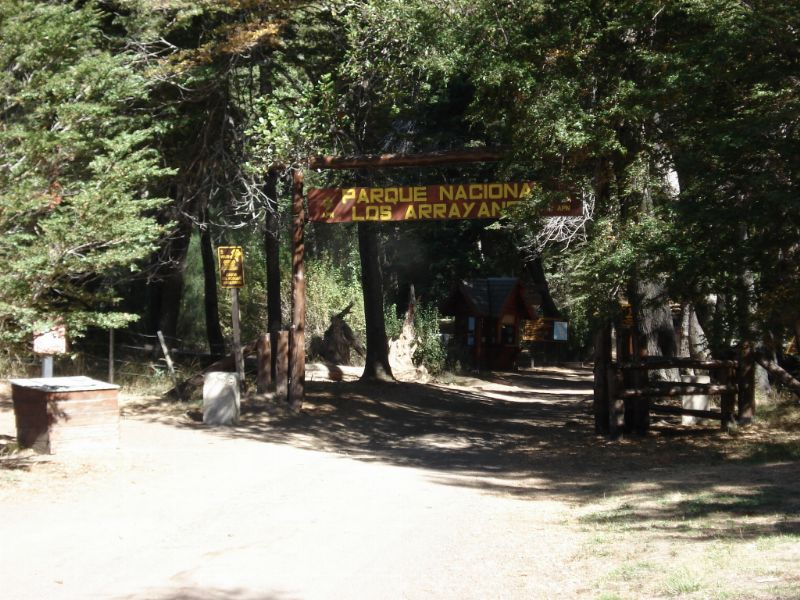
Lối vào vườn quốc gia
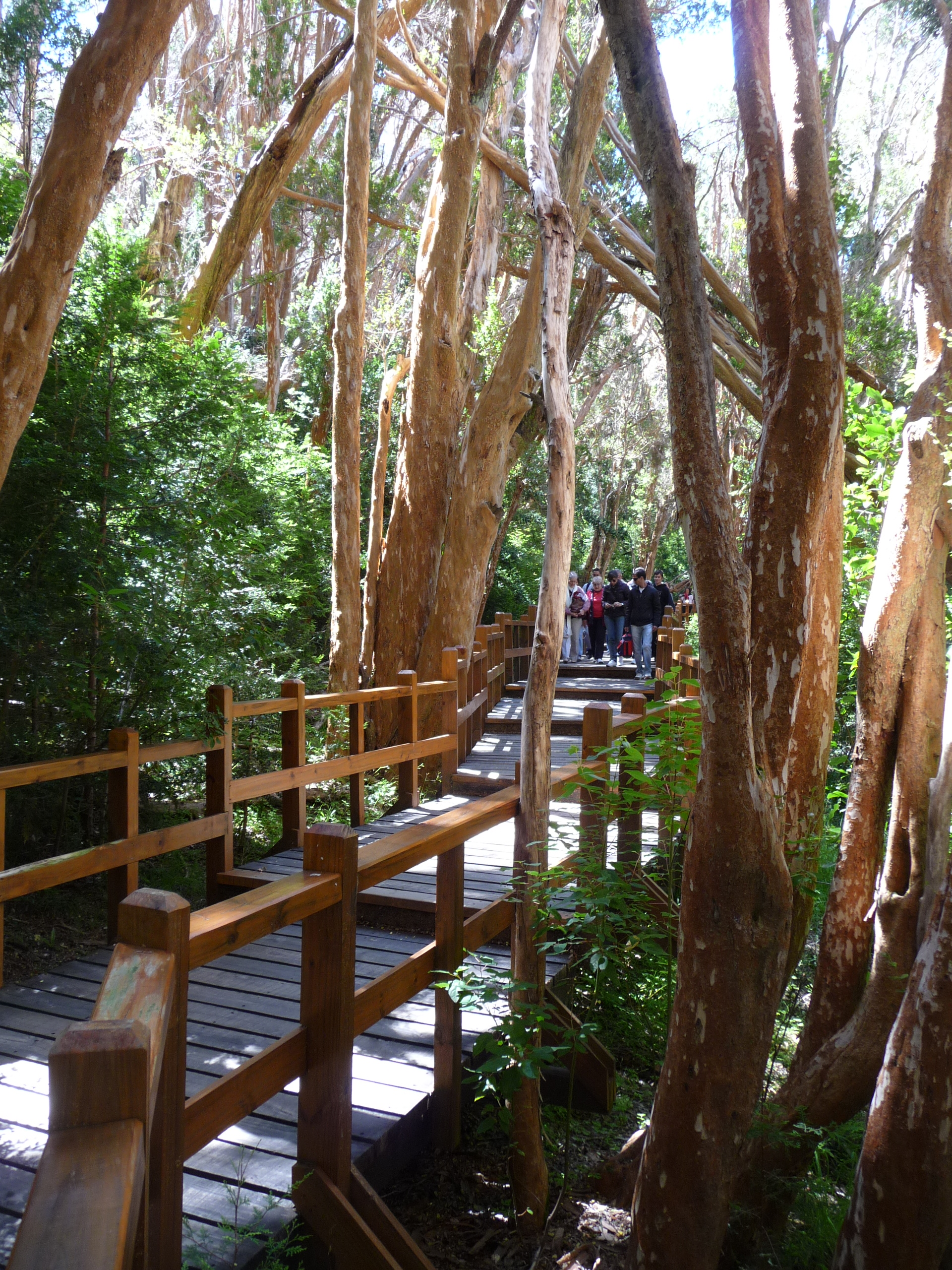
Con đường bằng gỗ
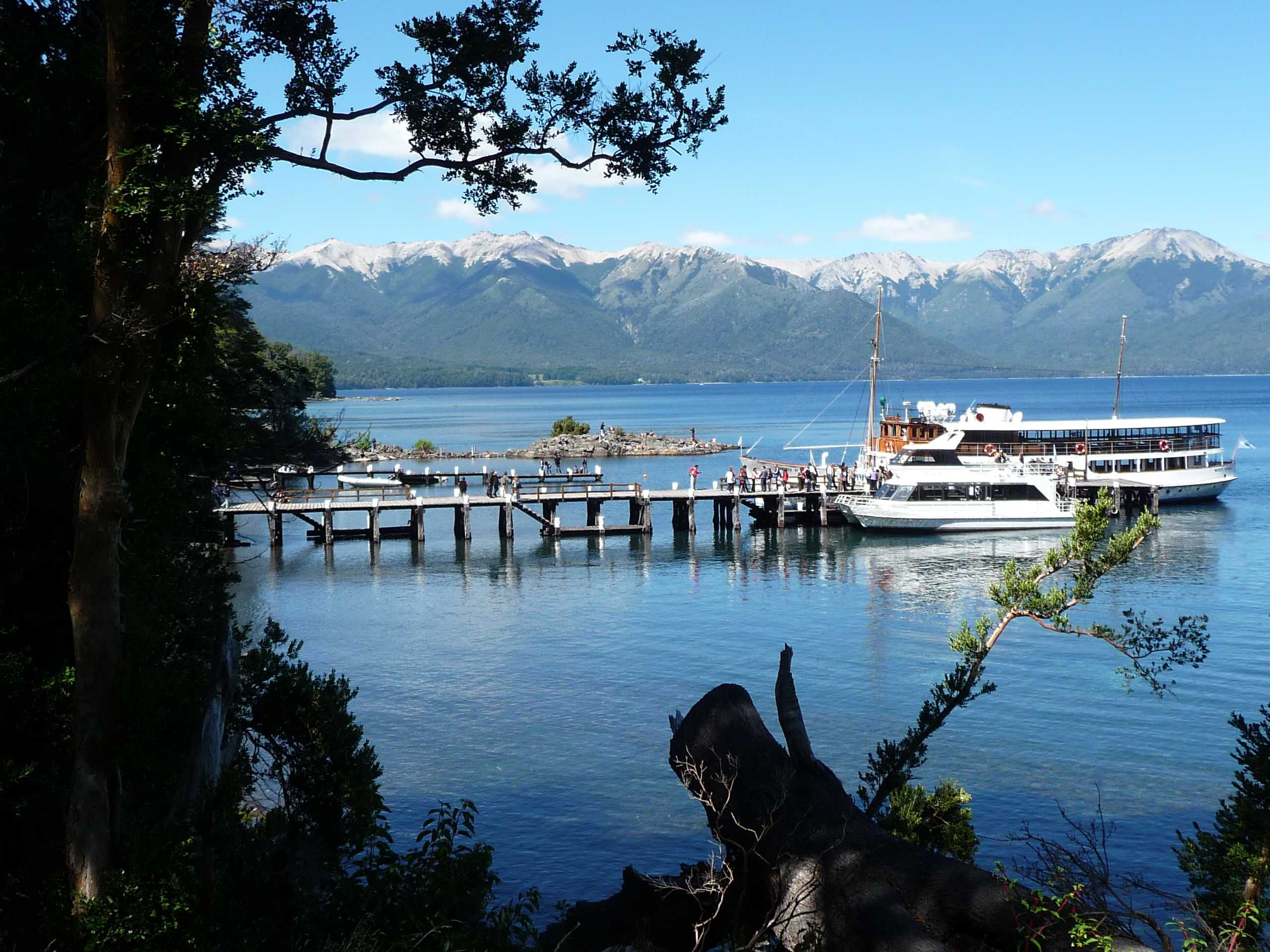
Một cầu cảng dẫn vào vườn quốc gia